# San Vicente (Camarines Norte)
San Vicente é um município de  quinta classe de renda municipal (d) na província Camarines Norte, nas Filipinas. De acordo com o censo de 1 de maio  de  2020 possui uma população de 12 579 pessoas e 2 858 domicílios.